# Beszédzavarok
Beszédzavarokon a beszéd különféle rendellenességeit értik. A beszédzavarok többsége valamilyen nyelvi zavar megjelenési formája, ugyanakkor számos beszédzavar hátterében nem tapasztalunk nyelvi zavart. Tágabb értelemben a vele összefüggő írás-olvasási zavarokat is ide sorolják. Mivel a beszéd összetett folyamat, ezért sokféle beszédzavar van, például pöszeség, dadogás, hadarás, diszfónia. A beszédzavar gyakoribb gyerekeknél, mint felnőtteknél, és férfiaknál gyakoribb, mint nőknél. A hároméves kor körüli élettani beszédzavar az ép beszédfejlődés velejárója. A beszédre való tartós képtelenség a némaság, a számok megértésére való képtelenség az akalkulia, ami a diszkalkulia súlyos formája. Az írott nyelv használatára és megtanulására való képesség hiányának nincs önálló neve, az alexia és az agráfia körébe tartozik.
A beszédzavarokat sokszor nem tekintik olyan súlyos problémának, mint amilyenek. A mai Magyarországon a felnőtteknek nincs ingyenes logopédiai ellátás. Habár hasonló nehézséggel küszködnek, mint a hallás- vagy a látássérültek, a beszédfogyatékosok, még a némák sem kapnak állami támogatást vagy segítséget fogyatékosságuk miatt, mivel kommunikációs nehézségeik miatt képtelenek a megfelelő érdekképviseletre.

## Típusai
A beszéd összetettsége miatt többféle beszédzavar különböztethető meg. A terminológia nem egységes, ez megnehezíti a rendszerezést.
- Kiejtési zavarok: pöszeség; ismertebb formái: raccsolás, selypítés, orrhangzós beszéd
- Ritmuszavarok: hadarás, dadogás, pattogás, skandálás, mutizmus
- Hangképzési zavarok: diszfónia és fonaszténia
- Kapcsolódó nyelvi zavarok: diszlexia, diszgráfia, diszkalkulia
- Általános beszédzavarok: fejlődési diszfázia, afázia

A különféle beszédzavarok keveredhetnek is, és nem mindig lehet eldönteni, hogy melyik az elsődleges.

## Súlyosság szerint
Súlyosság szerint megkülönböztetnek beszédhibákat, beszédzavarokat és beszédfogyatékosságot. Gyerekeknél a beszédhibákat perifériás, a beszédzavarokat és a beszédfogyatékosságot központi idegrendszeri károsodásoknak tudják be. Bármely károsodás lehet azonban kevésbé és erősebben súlyos, és akár teljesen megakadályozhatja a beszédet, az írás-olvasás megtanulását és az írásbeli kommunikációt, vagy a számfogalom kialakítását és a számolást.
A súlyosság megélése és megítélése szubjektív. Vannak, akik súlyos beszéd-rendellenességeik miatt akadályozva érzik magukat, mégis a beszéd a fő kommunikációs eszközük, és nem tekintik magukat fogyatékosnak. Beszédfogyatékosoknak inkább azok tekinthetők, akik nem beszélnek, vagy beszédük kisegítésre szorul, ezért alternatív vagy augmentatív kommunikációt (is) használnak, vagy egyáltalán nem kommunikálnak. Nem beszélőknek nevezik a némákon kívül az ideiglenesen beszédképteleneket, vagy például a mutistákat is, de fogyatékosságnak csak állandó, vagy legalábbis tartós állapot számít.

## Okai
A beszédhibáknak többféle oka is lehet, amik külön-külön, vagy akár együtt is jelentkezhetnek. Lehetnek a rossz minta követésének következményei, vagy szervi, funkcionális okai is. A szervi okok érinthetik a hallást, a beszélőszerveket vagy az agyi beszédfeldolgozó és beszédet irányító központokat. Az agyi központokat érintő okokat központi, a többi szervvel és beidegződésükkel kapcsolatos okokat periférikus okoknak nevezik. Mindegyik lehet veleszületett, vagy szerzett. Okozhatja fizikai bántalom, fertőzés, mérgezés, gyógyszerek, keringési zavarok, az idegpályák károsodása, és általában minden, ami rossz hatással van a beszélőszervekre, a hallásra és a megfelelő agyi központokra.

## Kezelése
A kezelés tulajdonképpeni megkezdése előtt meg kell vizsgálni, hogy nincsenek-e szervi okok a háttérben. Ha találnak valamit, akkor először azt kell kijavítani. Egyes esetekben nem lehet a szervi okokat megszüntetni, például gégeeltávolítás vagy afázia esetén. A gége eltávolítása után nyelőcsöves beszéd tanulható; afázia esetén az agy megmaradt területeit állítják a nyelvi kommunikáció szolgálatába.
A szervi okok megoldása után sor kerülhet a logopédiai kezelésre. Ennek összetettsége és időtartama a beszédhiba összetettségétől, típusától és súlyosságától függ. A pöszeség viszonylag egyszerűen javítható, a dadogás és a hadarás már nehezebb, de az is sokat javulhat, különösen gyermekkorban. A mutizmus kezeléséhez már pszichológusra és a család bevonására is szükség van, és a terápia hosszadalmas és bonyolult. Az afázia és a dizartria orvosi segítséget is igényel, de összehangolt csapatmunkával itt is erőteljes javulás érhető el.

## Következményei
A beszédhibák zavart okoznak a kommunikációban. Még az apró beszédhibák is zavarhatják a beszélőt, félénkké, visszahúzódóvá válhat, félhet a szerepléstől és az idegenektől. A gyerekek sokszor csúfolják és kiközösítik beszédhibás társukat. Beszédzavar esetén még a jó szándékú beszélgetőpartner figyelme is a beszédzavarra irányulhat. Beszédfogyatékosság esetén a beszéd alapú kommunikáció korlátozott, hatékonyságát veszti; az érintett nem tudja megfelelően képviselni érdekeit, vagy gondolatait közölni. Az augmentáció vagy az alternatív kommunikáció valamelyest segít ezen, de nem tudja teljesen pótolni a beszédet. A némaság elszigeteli az egyént, sok néma még kérni, kérdezni sem tud. Esetükben fontos az asszertív kommunikációs stílus kialakítása és fenntartása.